# Caledonia County
Caledonia County ist ein County im Bundesstaat Vermont der Vereinigten Staaten. Der Sitz der Countyverwaltung (County Seat) befindet sich in St. Johnsbury. Das U.S. Census Bureau hat bei der Volkszählung 2020 eine Einwohnerzahl von 30.233 ermittelt.

## Geographie
Das County liegt im Nordosten von Vermont, grenzt im Südosten an New Hampshire und hat eine Fläche von 1703 Quadratkilometern, wovon 18 Quadratkilometer Wasserfläche sind. Es grenzt im Uhrzeigersinn an folgende Countys: Orleans County, Essex County, Grafton County (New Hampshire), Washington County, Orange County und Lamoille County.

## Geschichte
Caledonia County wurde am 5. November 1792 aus Teilen des Orange County gebildet.

## Demografische Daten
Nach der Volkszählung im Jahr 2000 lebten im County 29.702 Menschen. Es gab 11.663 Haushalte und 7.895 Familien. Die Bevölkerungsdichte betrug 18 Einwohner pro Quadratkilometer. Ethnisch betrachtet setzte sich die Bevölkerung zusammen aus 97,48 % Weißen, 0,29 % Afroamerikanern, 0,55 % amerikanischen Ureinwohnern, 0,37 % Asiaten, 0,01 % Bewohnern aus dem pazifischen Inselraum und 0,23 % Prozent aus anderen ethnischen Gruppen; 1,07 % stammten von zwei oder mehr ethnischen Gruppen ab. 0,68 % der Bevölkerung waren spanischer oder lateinamerikanischer Abstammung.
Von den 11.663 Haushalten hatten 32,40 % Kinder und Jugendliche unter 18 Jahre, die bei ihnen lebten. 53,60 % waren verheiratete, zusammenlebende Paare, 10,40 % waren allein erziehende Mütter. 32,30 % waren keine Familien. 25,60 % waren Singlehaushalte und in 11,00 % lebten Menschen im Alter von 65 Jahren oder darüber. Die Durchschnittshaushaltsgröße betrug 2,46 und die durchschnittliche Familiengröße lag bei 2,95 Personen.
|  |

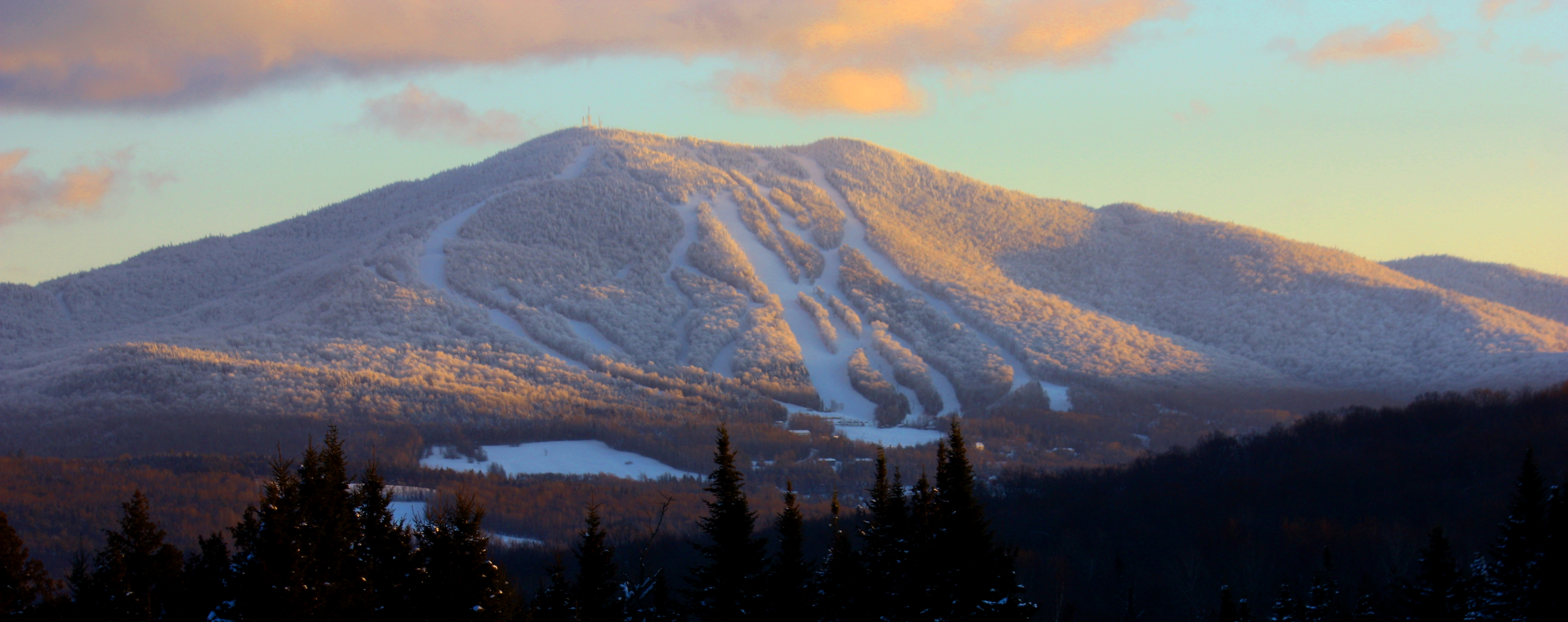
Der Burke Mountain

Auf das gesamte County bezogen setzte sich die Bevölkerung zusammen aus 25,30 % Einwohnern unter 18 Jahren, 8,80 % zwischen 18 und 24 Jahren, 26,30 % zwischen 25 und 44 Jahren, 25,30 % zwischen 45 und 64 Jahren und 14,40 % waren 65 Jahre alt oder darüber. Das Durchschnittsalter betrug 38 Jahre. Auf 100 weibliche Personen kamen 97,50 männliche Personen, auf 100 Frauen im Alter ab 18 Jahren kamen statistisch 94,50 Männer.

Das jährliche Durchschnittseinkommen eines Haushalts betrug 34.800 USD, das Durchschnittseinkommen der Familien betrug 42.215 USD. Männer hatten ein Durchschnittseinkommen von 30.438 USD, Frauen 21.973 USD. Das Prokopfeinkommen betrug 16.976 USD. 12,30 % der Bevölkerung und 9,00 % der Familien lebten unterhalb der Armutsgrenze. 16,60 % davon waren unter 18 Jahre und 10,00 % waren 65 Jahre oder älter.

## Städte und Gemeinden
Zusätzlich zu den in der Liste aufgeführten selbständigen Gemeinden existieren zwei mit eigenständigen Rechten versehene Villages im County, die von den jeweils übergeordneten Towns mitverwaltet werden: Lyndonville und West Burke. Zudem gibt es für statistische Zwecke sechs Census-designated places: Barnet, Danville, East Burke, Groton, Hardwick und St. Johnsbury sowie die Unincorporated Village East Hardwick, East Ryegate, Lower Waterford, Lyndon Center, McIndoe Falls, Passumpsic und West Danville.
| Ortschaft     | Status | Einwohner (2010) | Gesamte Fläche [km²] | Landfläche [km²] | Bevölkerungsdichte [Einwohner / km²] | Gründung      | Besonderheit |
| ------------- | ------ | ---------------- | -------------------- | ---------------- | ------------------------------------ | ------------- | ------------ |
| Barnet        | town   | 1.708            | 112,9                | 109,8            | 15,6                                 | 16. Dez. 1763 |              |
| Burke         | town   | 1.753            | 88,2                 | 88,2             | 19,9                                 | 4. Nov. 1780  |              |
| Danville      | town   | 2.196            | 158,4                | 157,7            | 13,9                                 | 31. Okt. 1786 |              |
| Groton        | town   | 1.022            | 142,4                | 139,8            | 7,3                                  | 20. Okt. 1789 |              |
| Hardwick      | town   | 3.010            | 100,7                | 99,8             | 30,2                                 | 19. Aug. 1781 |              |
| Kirby         | town   | 493              | 63,3                 | 63,2             | 7,8                                  | 28. Okt. 1807 |              |
| Lyndon        | town   | 5.981            | 103,1                | 103,0            | 58,1                                 | 20. Nov. 1780 |              |
| Newark        | town   | 581              | 96,3                 | 95,3             | 6,1                                  | 15. Aug. 1781 |              |
| Peacham       | town   | 732              | 123,5                | 121,5            | 6,0                                  | 31. Dez. 1763 |              |
| Ryegate       | town   | 1.174            | 95,3                 | 94,7             | 12,4                                 | 8. Sep. 1763  |              |
| Sheffield     | town   | 703              | 84,9                 | 84,5             | 8,3                                  | 25. Okt. 1793 |              |
| St. Johnsbury | town   | 7.603            | 95,2                 | 95,0             | 80,0                                 | 1. Nov. 1786  | County Seat  |
| Stannard      | town   | 216              | 32,5                 | 32,4             | 6,7                                  | 19. Aug. 1867 |              |
| Sutton        | town   | 1.029            | 99,4                 | 99,4             | 10,4                                 | 26. Feb. 1782 |              |
| Walden        | town   | 935              | 101,1                | 100,3            | 9,3                                  | 18. Aug. 1781 |              |
| Waterford     | town   | 1.280            | 102,9                | 98,8             | 13,0                                 | 8. Nov. 1780  |              |
| Wheelock      | town   | 811              | 103,1                | 102,5            | 7,9                                  | 14. Juni 1785 |              |